# Archichauliodes uncinatus
Archichauliodes uncinatus är en insektsart som beskrevs av Günther Theischinger 1983. Archichauliodes uncinatus ingår i släktet Archichauliodes och familjen Corydalidae. Inga underarter finns listade i Catalogue of Life.